# Pļaviņas kommun
Pļaviņu novads var en kommun i Lettland. Den låg i den centrala delen av landet, 100 km öster om huvudstaden Riga. Antalet invånare var 6 447. Arean var 377 kvadratkilometer.
2021 slogs kommunen samman med Aizkraukle kommun
Följande samhällen finns i Pļaviņu novads:
- Pļaviņas